# Saint-Jean-le-Blanc (Loiret)
Saint-Jean-le-Blanc és un municipi francès al departament del Loiret (regió de Centre – Vall del Loira. L'any 2007 tenia 8.318 habitants.

## Demografia

### Població
El 2007 la població de fet de Saint-Jean-le-Blanc era de 8.318 persones. Hi havia 3.509 famílies, de les quals 1.298 eren unipersonals (497 homes vivint sols i 801 dones vivint soles), 1.039 parelles sense fills, 976 parelles amb fills i 196 famílies monoparentals amb fills.
La població ha evolucionat segons el següent gràfic:

### Habitatges
El 2007 hi havia 3.785 habitatges, 3.553 eren l'habitatge principal de la família, 47 eren segones residències i 185 estaven desocupats. 2.161 eren cases i 1.603 eren apartaments. Dels 3.553 habitatges principals, 2.282 estaven ocupats pels seus propietaris, 1.204 estaven llogats i ocupats pels llogaters i 67 estaven cedits a títol gratuït; 322 tenien una cambra, 414 en tenien dues, 679 en tenien tres, 728 en tenien quatre i 1.410 en tenien cinc o més. 3.052 habitatges disposaven pel capbaix d'una plaça de pàrquing. A 1.769 habitatges hi havia un automòbil i a 1.377 n'hi havia dos o més.

### Piràmide de població
La piràmide de població per edats i sexe el 2009 era:
| Homes | Edats   | Dones |
| ----- | ------- | ----- |
| 4     | 95 o +  | 8     |
| 12    | 90 a 94 | 4     |
| 44    | 85 a 89 | 88    |
| 24    | 80 a 84 | 52    |
| 116   | 75 a 79 | 100   |
| 172   | 70 a 74 | 180   |
| 200   | 65 a 69 | 216   |
| 268   | 60 a 64 | 152   |
| 256   | 55 a 59 | 216   |
| 340   | 50 a 54 | 296   |
| 352   | 45 a 49 | 284   |
| 284   | 40 a 44 | 296   |
| 260   | 35 a 39 | 328   |
| 340   | 30 a 34 | 348   |
| 424   | 25 a 29 | 316   |
| 268   | 20 a 24 | 272   |
| 216   | 15 a 19 | 216   |
| 284   | 10 a 14 | 252   |
| 320   | 5 a 9   | 256   |
| 228   | 0 a 4   | 184   |

## Economia
El 2007 la població en edat de treballar era de 5.543 persones, 3.759 eren actives i 1.784 eren inactives. De les 3.759 persones actives 3.498 estaven ocupades (1.799 homes i 1.699 dones) i 261 estaven aturades (122 homes i 139 dones). De les 1.784 persones inactives 599 estaven jubilades, 688 estaven estudiant i 497 estaven classificades com a «altres inactius».

### Ingressos
El 2009 a Saint-Jean-le-Blanc hi havia 3.424 unitats fiscals que integraven 8.002 persones, la mediana anual d'ingressos fiscals per persona era de 22.493 €.

### Activitats econòmiques
Dels 339 establiments que hi havia el 2007, 6 eren d'empreses extractives, 4 d'empreses alimentàries, 1 d'una empresa de fabricació de material elèctric, 18 d'empreses de fabricació d'altres productes industrials, 72 d'empreses de construcció, 61 d'empreses de comerç i reparació d'automòbils, 8 d'empreses de transport, 15 d'empreses d'hostatgeria i restauració, 11 d'empreses d'informació i comunicació, 16 d'empreses financeres, 12 d'empreses immobiliàries, 57 d'empreses de serveis, 36 d'entitats de l'administració pública i 22 d'empreses classificades com a «altres activitats de serveis».
Dels 92 establiments de servei als particulars que hi havia el 2009, 1 era una oficina de correu, 6 oficines bancàries, 9 tallers de reparació d'automòbils i de material agrícola, 18 paletes, 9 guixaires pintors, 9 fusteries, 10 lampisteries, 9 electricistes, 4 empreses de construcció, 5 perruqueries, 1 veterinari, 6 restaurants, 3 agències immobiliàries, 1 tintoreria i 1 saló de bellesa.
Dels 21 establiments comercials que hi havia el 2009, 1 era un supermercat, 2 botiges de menys de 120 m², 3 fleques, 1 una fleca, 4 botigues de mobles, 3 botigues de material esportiu, 2 drogueries, 1 una perfumeria i 4 floristeries.
L'any 2000 a Saint-Jean-le-Blanc hi havia 18 explotacions agrícoles que ocupaven un total de 154 hectàrees.

## Equipaments sanitaris i escolars
El 2009 hi havia 3 farmàcies i 1 ambulància. El 2009 hi havia 2 escoles maternals i 4 escoles elementals. Saint-Jean-le-Blanc disposava d'un col·legi d'educació secundària amb 447 alumnes.

## Poblacions properes
El següent diagrama mostra les poblacions més properes.